# フレッド・J・コーネカンプ
フレッド・J・コーネカンプ（Fred J. Koenekamp,  1922年11月11日 - 2017年5月31日）は、アメリカ合衆国・ロサンゼルス出身の撮影監督。フレッド・コーネカンプ（Fred Koenekamp）、姓はコーエンカンプとも表記される。ドイツ系アメリカ人。
父親は特殊効果スタッフのハンス・F・コーネカンプ。
1974年、『タワーリング・インフェルノ』でジョセフ・F・バイロックと共に第47回アカデミー撮影賞を受賞。
2017年5月31日、94歳で死去。

## 主な作品
- 0011ナポレオン・ソロ The Man from U.N.C.L.E. (1964 - 1967) テレビドラマ
- 0011ナポレオン・ソロ 消された顔 The Spy with My Face (1965)
- 0011ナポレオン・ソロ 地獄へ道づれ One Spy Too Many (1966)
- 0011ナポレオン・ソロ対シカゴ・ギャング The Spy in the Green Hat (1966)
- 0011ナポレオン・ソロ 消えた相棒 One of Our Spies Is Missing (1966)
- 0011ナポレオン・ソロ ミニコプター作戦 The Karate Killers (1967)
- 0011ナポレオン・ソロ スラッシュの要塞 The Helicopter Spies (1967)
- 追いつめて殺せ! Sol Madrid (1967)
- ステイ・アウェイ・ジョー Stay Away,Joe (1968) 劇場未公開
- バギー万才!! Live a Little, Love a Little (1968)
- 空かける強盗団 The Great Bank Robbery (1969)
- 夕陽の対決 Heaven with a Gun (1969)
- パットン大戦車軍団 Patton (1970) アカデミー撮影賞ノミネート
- ワイルド・パーティー Beyond the Valley of the Dolls (1970)
- 最後のインディアン The Last Warrior (1970)
- 明日の壁をぶち破れ Billy Jack (1971)
- 西部無法伝 Skin Game (1971)
- さよならハッピー・バースデイ Happy Birthday, Wanda June (1971)
- 荒野の七人・真昼の決闘 The Magnificent Seven Ride (1972)
- カンサスシティの爆弾娘 Kansas City Bomber (1972)
- 激怒 Rage (1972)
- 燃えよ! カンフー Kung Fu (1972 - 1975) テレビドラマ
- 黄金の指 Harry in Your Pocket (1973)
- パピヨン Papillon (1973)
- タワーリング・インフェルノ The Towering Inferno (1974) アカデミー撮影賞受賞
- 明日なき追撃 Posse (1975)
- ドクサベージの大冒険 Doc Savage: The Man of Bronze (1975)
- 爆走トラック'76 White Line Fever (1975)
- エンブリヨ Embryo (1976)
- おかしな泥棒 ディック&ジェーン Fun with Dick and Jane (1977)
- 海流のなかの島々 Islands in the Stream (1977) アカデミー撮影賞ノミネート
- ドミノ・ターゲット The Domino Principle (1977)
- 真夜中は別の顔 The Other Side of Midnight (1977)
- がんばれ!ベアーズ特訓中 The Bad News Bears in Breaking Training (1977)
- スウォーム The Swarm (1978)
- チャールズ・ブロンソン/愛と銃弾 Love and Bullets (1979) 劇場未公開
- チャンプ The Champ (1979)
- 悪魔の棲む家 The Amityville Horror (1979)
- 世界崩壊の序曲 When Time Ran Out… (1980)
- ハンター The Hunter (1980)
- ハロー、ダディ! Carbon Copy (1981) 劇場未公開
- シークレット・レンズ Wrong Is Right (1982)
- イエス・ジョルジョ Yes, Giorgio (1982)
- 0011ナポレオン・ソロ2 0011 Napoleon Solo 2 (1983) テレビ映画
- セカンド・チャンス Two of a Kind (1983)
- バカルー・バンザイの8次元ギャラクシー The Adventures of Buckaroo Banzai Across the 8th Dimension (1984)
- ディズニーランド Disneyland (1986 - 1987) テレビ番組
- 青春!ケンモント大学 Listen to Me (1989)
- イントルーダー 怒りの翼 Flight of the Intruder (1991)